# パルミトイルペンタペプチド-4
パルミトイルペンタペプチド-4(Palmitoyl pentapeptide-4)、pal-KTTKSは、抗シワ作用を持つように設計されたペプチドの一種を指す。商品名はマトリキシル (Matrixyl) 。
パルミトイルペンタペプチド-4、パルミトイルトリペプチド-1、パルミトイルトリペプチド-38はコラーゲンの産生を促進するとされる。1973年に、Loren Pickart が銅ペプチドGHK-Cu（銅グリシン-ヒスチジン-リジン）を合成、80年代後半には化粧品に配合されるようになるが、それでもまだペプチドの開発はゆっくりであった。2000年にパルミトイルペンタペプチド-4が登場すると、創傷治癒から美容に使われる合成ペプチドの開発と研究が増加してきた。

## 種類
- マトリキシル - パルミトイルペンタペプチド-4 (Palmitoyl pentapeptide-4)、または pal-KTTKS (pal-KTTKS-OH : Pal-Lys-Thr-Thr-Lys-Ser-OH)[1]。
- マトリキシルシンセ6 - パルミトイルトリペプチド-38 (palmitoyl tripeptide-38)
- マトリキシル3000 - パルミトイルトリペプチド-1 (palmitoyl tetrapeptide-1)[1]。

## 有効性
ランダム化比較試験によって15名の成人女性にて、1か月後、偽薬に比較して眼の周囲のシワを減少した。同様の42名、35名のRCT2研究があるが無処置以外の3群すべてにマトリキシルやその他成分が含まれるためその差は不明である。93名でのRCTでは3か月後光老化のシワを偽薬に比較して減少させた。49名でのRCTでは4か月後、肌の粗さ、シワの量と深さを減少させていた。
パルミトイルトリペプチド-38や、パルミトイルトリペプチド-1でも似たような結果を示した試験があるが、ランダム化されていないものが含まれる。

## 安全性
米国パーソナルケア製品評議会の専門委員会による2018年の安全性レビューでは、トリペプチド-1の誘導体について、現在使用されている濃度では安全であるとした。